# Élisabeth Buffet
 (juillet 2025).
Pour les articles homonymes, voir Buffet.
Ne doit pas être confondue avec Elisabeth Buffet (1892-1944)
 (juin 2020).
Pour les articles homonymes, voir Buffet.
Élisabeth Buffet est une humoriste et actrice française, née le 5 juin 1965 à Toulon (Var). Dans une moindre mesure, elle est également animatrice de télévision.

## Biographie

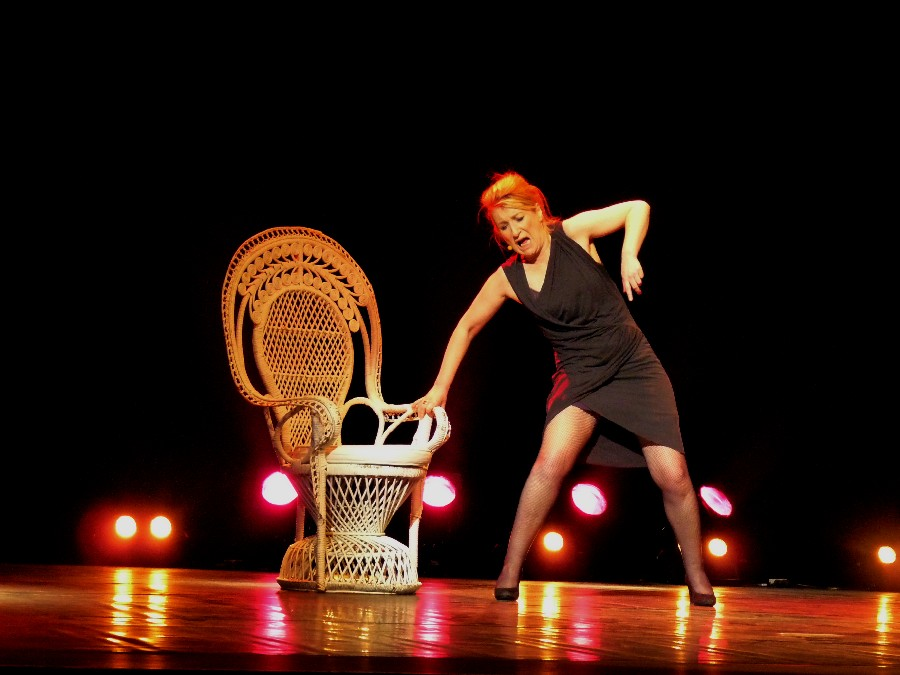
Élisabeth Buffet en spectacle à Perpignan en 2012.

Après une carrière dans le marketing, elle débute comme humoriste en 2005 et remporte le titre de « Révélation comique française » au festival Juste pour rire de Montréal.
L'année suivante, elle fait une représentation au Petit Gymnase à Paris.
En 2007 et en 2008, elle joue au Théâtre de 10 heures toute une saison.
En avril 2008, Florence Foresti lui propose de présenter avec elle le gala d'ouverture de Juste pour rire de Nantes. Cette performance lui permet de jouer au Théâtre Saint-Denis de Montréal et du Palais des sports de Paris à l'occasion du spectacle Florence Foresti and Friends.
En 2010, Seule dans sa culotte, son one-woman-show, est présenté au Théâtre de 10 heures.
La même année, elle anime l'émission La Grande Anthologie de l'humour sur Paris Première.
Le 9 février 2011, elle participe pour la première fois en tant que chroniqueuse dans On va s'gêner sur Europe 1.
Le 4 octobre 2014, la chaîne Paris Première diffuse en direct son nouveau spectacle à l'Alhambra.
En 2018-2019, elle présente en tournée en France son nouveau one-woman-show Obsolescence programmée, notamment durant l'été 2019 au Théâtre du Marais à Paris.

## Théâtre
Sauf indication contraire ou complémentaire, les informations mentionnées dans cette section peuvent être confirmées par la base de données Les Archives du spectacle.

### Pièces
- 2016 : Nuit d'ivresse de Josiane Balasko, mise en scène de Dominique Guillo, Théâtre Michel
- 2016 : Coiffure et confidences, d'après Robert Harling, mise en scène de Didier Caron

### Seules en scène
- 2008 : Seule dans sa culotte d'elle-même, mise en scène de Philippe Sohier
- 2009 : Version intégrale d'elle-même, mise en scène de Philippe Sohier
- 2011 : Vive le ton libree, mise en scène de Philippe Sohier
- 2014 : Tout est neuf, sauf elle d’elle-même, mise en scène de Jarry
- 2019 : Obsolescence programmée d'elle-même, mise en scène d'elle-même, Théâtre du Marais.
- 2021 : Mes histoires de cœur, mise en scène de Nicolas Vidal

### Participations (spectacles collectifs ou collaboratifs)
- 2008 : Florence Foresti and Friends
- 2010 : Permission accordée
- 2011 : La Vie en rire, Théâtre Marigny
- 2019 : Les Duos Impossibles de Jérémy Ferrari (saison 6)

## Filmographie
Sauf indication contraire, les informations mentionnées dans cette section peuvent être confirmées par les bases de données cinématographiques IMDb et Allociné,  présentes dans la section « Liens externes ».

### Télévision
- 2010 : Extra Life (série télévisée) : Angela
- 2015 : Scènes de culte (série télévisée), épisodes 1, 15 et 18

### Cinéma
- 2012 : Nos plus belles vacances de Philippe Lellouche : Germaine Dufour
- 2015 : L'Heureuse élue (court métrage) de Karima Gherdaoui et Anne Voutey : Cathy Prescott

### Éditions DVD de ses spectacles
- 2012 : Élisabeth Buffet à la Cigale
- 2014 : Nouveau Spectacle à l'Alhambra